# مخملية دقيقة
المخملية الدقيقة  (باللاتينية: Tagetes) نوع نباتي يتبع جنس المخملية من الفصيلة النجمية. الموطن الأصلي لهذا النوع هو النصف الجنوبي لأمريكا الجنوبية.